# Lis Ahlmann
Lis Ahlmann (Danimarca, 1894 – Danimarca, 1979) è stata una designer danese.
L'importanza dell'opera di Lis Ahlmann per il design scandinavo è di aver contribuito al passaggio dalla produzione industriale a quella industriale. Lei stessa utilizzava la tessitura su telaio a mano in fase progettuale per poi produrre i modelli industrialmente. 

## Formazione
Tra il 1917 e il 1921 Ahlmann lavorò come pittrice di ceramiche all'interno al laboratorio di Herman Kahlers, studiando nel 1919 pittura con Harald Giersing.
Tra il 1922 e il 1929 fu apprendista tessitrice all'interno del laboratorio di Gerda Henning. 

## Attività
All'inizio della propria carriera Ahlmann ha lavorato in proprio progettando tessuti in lana per Mogens Koch, Borge Mogensen, Kaare Klint, prima di aprire un suo laboratorio di tessitura a Copenaghen.
Le sue opere sono state esposte all'esposizione Danish Art Treasures through the Ages (Londra,1948), alla Triennale di Milano (1957), all'esposizione americana Design in Scandinavia (1954-57) e vinse nel 1964 la medaglia Eckersberg e nel 1978 la medaglia C.F. Hansen.